# Âu Chấn
Âu Chấn (歐震, 1899–1969 là một vị tướng Quốc dân đảng, người Khúc Giang, Quảng Đông.
Ông tham gia Chiến tranh Trung-Nhật trong Thế chiến II. Ông là một tư lệnh trong Trận Thượng Hải, Trận Vũ Hán (chỉ huy Quân đoàn 4, cụ thể là trong Trận Vạn Gia Lĩnh), Chiến dịch Trường Sa lần thứ 1, Chiến dịch mùa đông 1939-40, cũng như các chiến dịch Trường Sa lần thứ 2 và thứ. Ông cũng chỉ huy Binh đoàn Âu Chấn trong Chiến dịch Thường Đức và Chiến dịch Trường Sa-Hành Dương 1944. Sau đó ông lại chỉ huy Quân đoàn 4 trong Chiến dịch Tương-Việt-Quế đầu năm 1945.
Sau khi phe Cộng sản kiểm soát Trung Hoa đại lục, ông trốn sang Đài Loan năm 1949. Ông mất ở Đài Bắc, và được truy tặng hàm tướng sau khi mất.

## Sự nghiệp quân sự
- 1937 Tư lệnh Sư đoàn 90
- 1938–1944 Tư lệnh Quân đoàn 4
- 1944 Tư lệnh Binh đoàn Âu Chấn
- 1945 Tư lệnh Quân đoàn 4
- 1945 Tư lệnh Sư đoàn 99